# Fire (phim 2020)
Fire (tiếng Nga: Огонь) là một bộ phim chính kịch Nga năm 2020 của đạo diễn Aleksey Nuzhnyy. Phim được công chiếu tại Nga vào ngày 24 tháng 12 năm 2020.

## Nội dung
Phim kể về những người lính cứu hỏa và cứu hộ cản đường của một phần tử tàn ác.

## Diễn viên
- Konstantin Khabenskiy vai Andrey Pavlovich Sokolov
- Ivan Yankovskiy vai Roman Ilyin
- Stasya Miloslavskaya vai Ekaterina 'Katya' Sokolova
- Anton Bogdanov as Konstantin 'Kostik' Zhuravel
- Viktor Dobronravov vai Pyotr Velichuk
- Roman Kurtsyn vai Sergey 'Seryoga' Zotov
- Tikhon Zhiznevskiy vai Maksim Shustov
- Irina Gorbacheva vai Zoya
- Yuriy Kuznetsov vai Georgich
- Tatyana Bedova vai Vợ Georgich
- Viktor Sukhorukov vai Phi công Okopych
- Andrey Smolyakov vai Vladimir Gromov
- Aleksandr Oblasov vai Valera
- Boris Dergachev vai Pavel Borisov

## Sản xuất
Quá trình quay phim chính diễn ra từ tháng 5 đến tháng 9 năm 2019 tại các cánh rừng của Cộng hòa Kareliya, tỉnh Moskva, trong thành phố Taganrog, tỉnh Rostov, trong thành phố Vsevolozhsk, tỉnh Leningrad và trong thành phố Vladimir, tỉnh Vladimir.